# Meseșenii de Jos
Meseșenii de Jos là một xã thuộc hạt Sălaj, România. Dân số thời điểm năm 2002 là 3083 người.